# Иван Џиво Гундулић
Иван Џиво Гундулић (итал. Giovanni Francesco Gondola, надимак Мачица; 9. јануар 1589 — 8. децембар 1638) био је песник из Дубровачке републике.
Гундулић је један од најзначајнијих српских песника. Познат је по епу Осман, који представља најзначајније дело дубровачке књижевности и најуспелији словенски барокни еп, као и по пасторалном делу Дубравка.

## Биографија
Гундулић је рођен у властелинској породици као најстарији син Франа Гундулића и Џиве Градић. Млађи син је био Мато. Породица Гундулић била је позната још у 13. веку, а њени чланови обављали су разне државно-административне послове у Дубровнику и околини. У тридесетој години живота оженио се са властелинком дубровачком Николицом Саркочевић. Иван Гундулић је имао три сина, од којих је један био песник, а један маршал аустријске војске. Били су то синови, аустријски официри Франо (1632—1700) и Јермин те песник Шишко (Сигисмунд), (1635—1682) кнез дубровачки.

Прво се учио код језуита, па изучио право. Век је провео као чиновник републике, скоро на свима положајима. Два пута је био кнез у Конавлима, прво 1615—1616, а други пут 1619. године. Постаје сенатор 1636. године, а 1638. изабран је за члана Малог већа, али је умро пре него је стварно ушао у то највише управно тело Републике. Осим тога постао је и члан напуљске књижевне „Академије доконих”. После кратке болести умире децембра исте године. Сахрањен је у фрањевачкој цркви у Дубровнику.

## Дела
Иван Гундулић је био веома плодан писац, један од најзнаменитијих писаца дубровачког барока. Написао је 18 познатих песничких дела, од којих су 12 сачуваних. Већ у младости Гундулић почиње да се бави књижевним стваралаштвом, претежно световног карактера. Почео је да се бави поезијом 1610. године. У наредном периоду мање се бави стварањем дела световног карактера и почиње да пише дела духовног карактера. Пишући, Гундулић веома често у својим делима користи копулацију, стилску фигуру.
Његова најважнија дела су: еп Осман, побожни спев „Сузе сина разметнога” и пастирска игра (пасторала) „Дубравка”. Написао је велики број митолошких драма. Сачуване су кратке драмске сцене „Дијана и Армида”, прерада „Просерпина уграбљена” и превод „Аријадна”. Остале су изгубљене. Поред тога, преводио је и „псалме Давидове”, седам на броју. Њих је штампао заједно са побожном песмом „Од величанства Божијех”.
Рефлексивно-религиозни спев Сузе сина разметнога, рађен према „Сузама светога Петра” од италијанског песника Тансила, можда је његово најбоље дело, иако није највеће. Штампан је у Венецији 1622. године, а друго издање, због велике читаности, излази већ наредне године. Мотив је позната библијска прича о блудном сину, приказана у монологу, снажном песничком инспирацијом и у раскошном руху ренесансне поетике. Песма је епска само по дужини, у ствари ту нема епске радње и причања догађаја, већ је цела песма болна и лична исповест младићких грехова, сазнања и покајања. Вероватно да му је библијска личност послужила као згодна алегорија за исказ сопствених проживљавања. Песма је сва у лирском заносу, проткана филозофским опажањима о ништавилу телесног задовољства и пролазности среће. Стил је веома раскошан, пун лепих антитеза и метафора. Дикција је крепка и узвишена, у складу са предметом. Са чисто формалне стране Гундулић је унео једну новину: строфу од шест стихова осмерца. Као сва Гундулићева дела, тако и ово има известан етички значај, наиме да живот почива на скромности и да је духовно задовољство изнад чулног и пролазног.
„Дубравка” је пастирска игра, испевана под утицајем италијанске пасторалне поезије. Први пут је изведена 1628. године пред дубровачком публиком. У овој пасторали Гундулић слави брак из љубави, поштење и честитост. Та етичка мисао је овде представљена у алегоричној форми. Гундулић је предмет поставио на националну основу, јер се радња одиграва у Дубровнику. Он је Дубровчане приказао симболично: као виле и пастире. На дан св. Влаха, заштитника Дубровника, обичај је био да најлепши момак узме најлепшу девојку. Пастир Миљенко је тај момак, а девојка пастирица Дубравка. Судије буду поткупљене и Дубравку доделе ружном и старом Грдану, али због срџбе Божије то буде на време откривено и Дубравка полази за Миљенка. У почетку пасторале хор пастира и вила слави слободу и једнакост „дубраве” (Дубровника), а на крају пастири славе тријумф чисте љубави и поштења над материјалним богатством. Написао је „Химну слободи”.

## Етницитет
Гундулић је свој народ називао „Словенима”, а све Словене је сматрао једном великом целином, јединственим народом. Еп Осман посветио је „našemu slovinskomu narodu”. Различити истраживачи описали су га хрватским песником. Према Мари-Жанин Чалић, професорки историје на Универзитету Лудвиг Максимилијан, након контрареформације се развила нова симбиоза између реформисаног католицизма и (поновно) насталог хрватског идентитета која је несумњиво утицала на локалну барокну уметност. Дакле, овај реформисани католицизам био је један од најзначајнијих фактора стварања засебне хрватске етничке свести, а Гундулићев еп Осман био је израз различитих хрватских (пред-)националних осећаја. Према речима Слободана Дракулића, професора социологије на Универзитету Рајерсон, претходник савременог хрватског национализма је предсавремени хрватски национализам, који је био аутохтони друштвени феномен 16. и 17. века, а један од његових представника био је Гундулић.
С друге стране, Гундулићева етничка припадност део је српско-хрватских подела у самоидентификацији западних јужнословенских просветитеља, што је био један од главних проблема у Југославији 20. века.
Већина српских академика, без званичног консензуса са хрватским колегама, дубровачку књижевност сматра заједничком баштином и поткрепљује тврдњу аргументом да је штокавско наречје основа савременог српског језика и да је српски језик присутан у Дубровачкој републици од њеног оснивања. Неки од последњих потомака породице Гундулић припадали су српско-католичком покрету из 19. века, међу којима је и градоначелник Дубровника Франо Геталдић-Гундулић. Гундулића, попут осталих дубровачких писаца који су писали на штокавском наречју, српски академици сматрају искључиво делом српске или делом заједничке српске и хрватске културне баштине. Српска академија наука и уметности га је уврстила међу 100 најзнаменитијих Срба, а његова дела су у саставу српске књижевности Матице српске, са осталим дубровачким писцима, у петом тому едиције Десет векова српске књижевности. Хрватски академици и Матица хрватска одбацују српске тврдње о двострукој припадности и тврде да су „већ позната српска присвајања, односно отимања хрватске културе”.

## Наслеђе
Осман је једно од најуспелијих дела словенског барока.
Након његове смрти, дубровачка књижевност је била под утицајем његовог дела.
Подигнут му је 1893. споменик у Дубровнику. За ту сврху су прикупљали прилози у Београду и целој Србији. По њему су назване основна школа у Београду и Гундулићев венац.